# Kościół Najświętszego Serca Pana Jezusa w Zajezierzu
Kościół Najświętszego Serca Pana Jezusa w Zajezierzu – katolicki kościół parafialny zlokalizowany we wsi Zajezierze w gminie Łobez, w powiecie łobeskim (województwo zachodniopomorskie).

## Historia i architektura
Kościół został zbudowany w latach 1844–1845. Położony jest w zachodniej części wsi Zajezierze i otoczony terenem cmentarza. Rozplanowany na rzucie prostokąta, pozbawiony wieży i absydy, został wymurowany z kamienia. Okna i portal wejściowy od strony zachodniej mają formę pełnołukową, obmurowane zostały cegłą. W szczycie nad wejściem umieszczony jest oculus. Świątynię nakrywa dwuspadowy, ceramiczny dach. Obok kościoła znajduje się wolnostojąca dzwonnica z dzwonem z 1613 roku oraz pomnik ku czci poległych w I wojnie światowej.
Wnętrze kościoła nakrywa płaskie, deskowane sklepienie. Sufit i ściany kościoła są otynkowane i pobielone. Zachowały się drewniane ławki oraz empora z prospektem organowym, na której umieszczone są 6-głosowe organy z 1845 roku.
Po II wojnie światowej kościół został konsekrowany jako świątynia katolicka w dniu 13 stycznia 1946 roku. Od 1976 roku jest kościołem parafialnym.